# Ronald Seeger
Ronald Seeger (* 23. Dezember 1956 in Göttlin) ist ein deutscher Politiker (CDU). Er war von 2002 bis 2022 Bürgermeister der brandenburgischen Stadt Rathenow.

## Leben
Ronald Seeger hat einen Meisterabschluss als Baufacharbeiter und absolvierte eine Anpassungsfortbildung für den höheren Dienst. Er hat zwei Söhne.

## Politischer Werdegang
1979 wurde Seeger Mitglied der Ost-CDU. Von 1990 bis 2002 war er Erster Beigeordneter sowie  stellvertretender Bürgermeister der Stadt Rathenow. 2002 wurde er als Nachfolger von Hans-Jürgen Lünser (SPD) in einer Stichwahl zum Bürgermeister gewählt. 2008 wurde er mit 73,5 Prozent der gültigen Stimmen wiedergewählt. In der Bürgermeisterstichwahl am 11. März 2018 wurde er mit 54,9 Prozent der gültigen Stimmen für weitere acht Jahre in seinem Amt bestätigt. Aus gesundheitlichen Gründen trat er 2021 von seinem Amt zurück. Sein Nachfolger in Rathenow wurde bei der Bürgermeisterwahl 2022 der parteilose Jörg Zietemann.
Seit 2002 ist Seeger Landesvorsitzender der Kommunalpolitischen Vereinigung der CDU. 2007 wurde er stellvertretender Vorsitzender des CDU-Kreisverbandes des Landkreises Havelland und Mitglied des Landesvorstandes der CDU Brandenburg.